# Штурм Почаевской Лавры (1675)

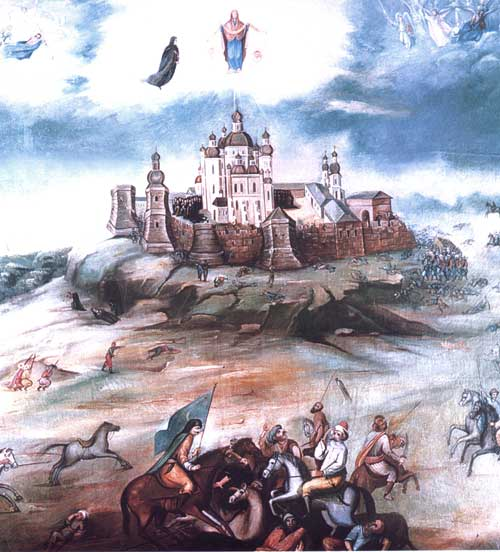
Чудесное избавление Почаевского монастыря от турок и татар. Картина на входе в галерею и пещерную церковь во имя прп. Иова в Почаевской лавре

Спасение Почаевской Лавры — церковное сказание об осаде и штурме турецко-татарскими войсками Почаевской лавры и последовавшего за тем чудесного избавления её предстательством Божией Матери и Преподобного Иова Почаевского 23 июля 1675 года во время польско-турецкой войны 1672—1676.

## Осада монастыря
23 июля 1675 года по старому стилю пятидесятитысячное турецко-татарское войско под руководством визиря Кара Мустафы-паши подступило к Почаеву. Жители соседних поселений сбежались к монастырю, который был обнесён в ту пору только грубым деревянным частоколом. Все, кто только в силе был держать оружие, как из числа монахов, так и из числа мирян, стали на защиту обители. Но, как повествует монастырское предание, когда турки подступили к монастырю и пошли на штурм, игумен обители Иосиф Добромирский с братией обратились в молитве к Матери Божьей и преподобному Иову Почаевскому. Тогда над Троицкой церковью явилась Царица Небесная с распростертым омофором в руках, с небесными ангелами и преподобным Иовом, усердно молившим Богородицу защитить монастырь. Это увидели турки и стали пускать стрелы в небесных защитников, но стрелы их возвращались и поражали самих турок. Нападавшие пришли в ужас и они бросились бежать. А ободренные этим православные защитники Почаева погнались за ними и успели кого-то пленить. В паническом бегстве, не разбирая своих, они убивали друг друга. Защитники монастыря устремились в погоню и захватили многих в плен. Некоторые пленные впоследствии приняли христианскую веру и остались в обители навсегда.
Как указывает архиепископ Волынский и Житомирский Агафангел (Соловьёв) в своёй работе Сказание историческое о Почаевской Успенской лавре: Турки приступив к Почаевскому монастырю, трое суток осаждали его, с трех сторон делали к нему приступ, Преподобный Иов с Божией Матерью является молящимся на кровле великой церкви Пресвятой Троицы и его молитвами и благодатным заступлением Пресвятой Богородицы безоружная обитель осталась неприкосновенной. Турки отражены невидимой силой, обратились от страха в бегство, несмотря на то, что в то время большая часть монастырских построек была деревянная и обитель была обнесена слабой деревянной оградой.
Иосиф Добромирский, согласно тому же источнику, стал игуменом только в 1685 году, а в 1675 году был наместником.

## В культуре
Самое раннее изображение события это гравюра на меди «Явление Божией Матери и преподобного Иова Почаевского во время осады Почаевской обители турками в 1675 году» Никодима Зубрицкого, датируемая началом XVIII века. Гравировальная доска хранилась в Киево-Печерской типографии.
Картина на этот сюжет была написана в первой половине 40-х гг. XIX в. епископом Анатолием (Мартыновским), в его бытность епископом Острожским, викарием Волынской епархии. Полотно не сохранилось. Эта картина была использована художником В. В. Васильевым в росписи северной стены Успенского собора Почаевской лавры в 1874 году.
23 июля 1875 года по старому стилю, к 200-летию события, наместником лавры архимандритом Иоанном (Якубкевичем) и протоиереем Хойнацким на хорах теплого Троицкого храма был освящен храм в память «Явления Божией Матери над обителью Почаевской в 1675 году».
Событию посвящена церковная песнь «Ой, зiйшла зоря вечеревая...» ныне известная в обработке Н. Д. Леонтовича (1877-1921).